# Welcome Home (альбом Брайана Литтрелла)
Welcome Home (рус. Добро пожаловать домой) — первый сольный альбом Брайана Литтрелла, участника группы Backstreet Boys, вышедший в 2006 году. Альбом был продан в количестве более чем 100 тыс. экземпляров.

## Список композиций
1. My answer is you (Брайан Литтрелл, Гай Забка, Сью Смит, Тони Вуд)
2. Wish (Джейсон Макартур, Джой Уильямс, Роб Грейвс)
3. Welcome home (Брайан Литтрелл, Дэн Макала)
4. You keep givin' me (Бретт Лоуренс)
5. Gone without goodbye (Билли Манн)
6. I'm alive (Барри Уикс, Иэн Эскелин, Тони Вуд)
7. Over my head (Брайан Литтрелл, Брайан Уайт, Дон Пойтресс, Майкл Пурьер)
8. We lift you up (Брайан Литтрелл)
9. Grace of my life (Брайан Литтрелл, Марк Харрис, Тони Вуд)
10. Angels and heroes (Билл Бьянке, Билли Манн, Майкл Северсон, Рене Тромберг)
11. Jesus loves you (Брайан Литтрелл, Дэвид Томас, Марк Киббл)

## Дополнительные факты
В процессе создания альбома участвовал 3-летний сын Брайана, Бэйли. Его голос присутствует в песне «Jesus loves you».

## Хит-парады
| Страна                           | Высшая позиция | Примечание |
| -------------------------------- | -------------- | ---------- |
| США (Billboard Christian Albums) | 3              | [ 2 ]      |
| США (Billboard 200)              | 74             | [ 2 ]      |